# Bogusław Żórawski
Bogusław Modest Żórawski vel Bogusław Modestowicz vel Andrew Rogal pseud.: Mistral, Tajfun, Miron (ur. 15 czerwca 1902 w Ozorkowie, zm. 17 lipca 1973 pod Poznaniem) – oficer Polskich Sił Zbrojnych, oficer wywiadu Armii Krajowej, kapitan marynarki wojennej czasu wojny, uczestnik powstania warszawskiego, cichociemny. Znajomość języków: niemiecki.  Zwykły Znak Spadochronowy nr 0193, Bojowy Znak Spadochronowy nr 1594.

## Życiorys
W 1922 roku ukończył Wydział Nawigacyjny Państwowej Szkoły Morskiej w Tczewie (nie zaliczył egzaminu praktycznego). Podjął studia w Szkole Głównej Handlowej w Warszawie, kontynuował naukę w Institiut Superieur de Commerce w Antwerpii, zdobywając w 1927 roku dyplom Licence en Science Commerciales (równoważny stopniu magistra). Od 1927 do 1931 roku pracował w Polsko-Skandynawskim Towarzystwie Transportowym „Polskarob” SA w Gdyni, następnie do 1937 roku jako generalny przedstawiciel towarzystwa ubezpieczeniowego „Polonia”. Od 1929 roku pracował jako wykładowca w Instytucie Handlu Morskiego i Liceum Handlowym w Gdyni, prowadził zajęcia: transport morski, ubezpieczenia morskie, eksploatacja okrętów.  Od 1937 był naczelnikiem Wydziału Transportu i Administracji Morskiej Państwowej Szkoły Morskiej w Gdyni. Do 1939 roku był kierownikiem wydziału i członkiem rady pedagogicznej tej szkoły. 
Dnia 28 lipca 1939 roku wyruszył wraz z młodzieżą pierwszego rocznika Wydziału Transportu i Administracji Morskiej PSM w podróży szkoleniowej, w pierwszym rejsie statku, na m/s „Chrobry”, dowodzonym przez kpt. ż.w. Edwarda Pacewicza.  Płynęli do Ameryki Południowej. m.in. do Brazylii, wśród pasażerów był m.in. pisarz Witold Gombrowicz. 
W 1940 roku przybył statkiem m/s „Chrobry” z Brazylii  do Wielkiej Brytanii, podjął pracę w Komitecie Transportowym Ministerstwa Przemysłu i Handlu. Od jesieni 1940 roku służył w wywiadzie Marynarki Wojennej, został awansowany na stopień podporucznika czasu wojny, ze starszeństwem od 1 marca 1942 roku. W 1942 roku został skierowany na placówkę wywiadowczą do Oranu w Algierii, z zadaniem rozpoznania floty francuskiej i możliwości desantu sił alianckich. Przez siedem miesięcy działał jako agent wywiadu morskiego, następnie jako zastępca kierownika placówki wywiadu w Oranie (Afryka Północna).
Zgłosił się do służby w kraju. Został przeszkolony ze specjalnością w wywiadzie, na kursach specjalnych dla kandydatów na cichociemnych, m.in. na Oficerskim Kursie Doskonalącym Administracji Wojskowej (kamuflaż polskiej szkoły wywiadu) w Glasgow, kursie spadochronowym oraz odprawowym (STS 43, Audley End). Zaprzysiężony na rotę ZWZ/AK 22 kwietnia 1943 w Audley End przez szefa Oddziału VI (Specjalnego)  Sztabu Naczelnego Wodza. Otrzymał awans na stopień porucznika 3 maja 1943 roku, następnie był na praktyce w Centrali Wywiadu Morskiego. Po praktyce został awansowany na stopień kapitana, ze starszeństwem od 17 września 1943 roku.
Skoczył ze spadochronem do okupowanej Polski w nocy 16/17 września 1943 roku w sezonie operacyjnym „Riposta”, w operacji lotniczej „Neon 2”, dowodzonej przez kpt. naw. Antoniego Freyera, z samolotu Halifax JN-911 „Z” (138 Dywizjon RAF), na placówkę odbiorczą „Wieszak” 105 (kryptonim polski, brytyjskie oznaczenie numerowe pinpoints), w okolicach miejscowości Mienia, 14 km na południowy wschód od Mińska Mazowieckiego). W czasie lądowania doznał złamania kości śródstopia. Razem z nim skoczyli cichociemni: ppor. mar. Norbert Gołuński ps. Bombran,  ppor. Otton Wiszniewski ps. Topola.
Po aklimatyzacji do realiów okupacyjnych w Warszawie w maju przydzielony do wywiadu ofensywnego KG AK, do ekspozytury „Lombard”  (Referat Zachód) w Wydziale Wywiadu Ofensywnego „Stragan” Oddziału II (Informacyjno-Wywiadowczy) Komendy Głównej AK jako I zastępca kierownika i szef inspektoratu sieci wywiadowczych ds. morskich.
W powstaniu warszawskim nadal służył jako oficer wywiadu ofensywnego Komendy Głównej AK. W sierpniu 1944 roku został przypadkowo aresztowany na Mokotowie przez Niemców, uciekł z transportu do Krakowa, gdzie został ponownie ujęty w czasie łapanki i wywieziony na roboty do Niemiec, w okolice Jeziora Bodeńskiego, w rejonie miejscowości Isny im Allgäu. Po uwolnieniu 29 kwietnia 1945 roku nawiązał kontakt z oddziałami francuskimi, następnie z misją brytyjską. 19 sierpnia 1945 roku zameldował się w Oddziale VI (Specjalnym) Sztabu Naczelnego Wodza.

## Po wojnie
Pozostał na emigracji, mieszkał w Wielkiej Brytanii, później do roku 1969 mieszkał w Stanach Zjednoczonych. Po śmierci żony w 1969 roku wrócił do Polski. Był autorem wielu publikacji, m.in. „Handel morski w praktyce” (wyd. Departament Morski Ministerstwa Przemysłu i Handlu, 1928, wznowione po wojnie), „Składniki transportu morskiego” (1935, wznowione po wojnie), artykułów w czasopismach fachowych o tematyce morskiej, wydawanych przez Instytut Bałtycki oraz w miesięczniku „Uprawa Morza”.  
Był również autorem wspomnień pt. Grunt to upór w książce pt. pt. Drogi cichociemnych... (wyd. I, II, III, Veritas, Londyn, 1954, 1961, 1972, Bellona, Warszawa, 1993, 2008).
17 lipca 1973 roku zginął tragicznie w wypadku samochodowym pod Poznaniem.

## Awanse
- podporucznik czasu wojny marynarki wojennej – ze starszeństwem od 1 marca 1942 roku.
- porucznik – 3 maja 1943 roku
- kapitan – ze starszeństwem od 17 września 1943 roku.

## Odznaczenia
- Krzyż Walecznych – czterokrotnie
- Złoty Krzyż Zasługi z Mieczami.

## Życie rodzinne
Był synem Gustawa i Marii z domu Koczorowskiej. Ożenił się ze Stanisławą Bojko. Nie mieli dzieci.